# 石田章洋
石田 章洋（いしだ あきひろ、1963年12月 - ）は、岡山県出身の日本の放送作家、プランナー。ライター&プランナーズオフィス、株式会社フォーチュンソワーズ代表取締役社長。

## 来歴
和気閑谷高等学校を経て、日本大学へ入学。日本大学法学部在学中に落語サークルで三遊亭楽太郎（6代目三遊亭円楽）の知己を得て、弟子入り（前座名・三遊亭楽京）。二つ目に昇進し、三遊亭花楽京を名乗るが、程なく落語家を廃業し、放送作家に転身。
放送作家の事務所を紹介してくれたのも師匠の楽太郎であり、生涯身内として扱い続けた。
駆け出し作家の頃に担当した『激突!あごはずしショー』（1987年、ニッポン放送）に数合わせとして弟弟子の三遊亭楽大を出演させるが、その時、楽大が名乗ったのが伊集院光である。
『世界・ふしぎ発見!』は初期より担当しており、1997年には「エディ・タウンゼント 青コーナーの履歴書」 の回で第45回コロンバス国際フィルム&ビデオ・フェスティバル優秀作品賞を受賞している。

## 著書

### 単著
- スーパー速書きメソッド（2014年、マイナビ新書）ISBN 978-4-8399-4979-2
- 企画は、ひと言。（2014年、日本能率協会マネジメントセンター）ISBN 978-4-8207-1905-2
  - 文庫版（2020年、日経ビジネス人文庫）ISBN 978-4-532-19980-7
- スルーされない技術（2014年、かんき出版）ISBN 978-4-7612-7012-4
- インクルージョン思考（2016年、大和書房）ISBN 978-4-479-79524-7
- 一瞬で心をつかむ文章術（2016年、明日香出版社）ISBN 978-4-7569-1842-0
- おもしろい伝え方の公式（2016年、日本能率協会マネジメントセンター）ISBN 978-4-8207-1956-4
- ひと言で伝えろ（2018年、WAVE出版）ISBN 978-4-86621-164-0
- 会話力速効ドリル（2018年、新星出版社）ISBN 978-4-405-10322-1
- タダでテレビに取り上げられる方法（2019年、日本実業出版社）ISBN 978-4-534-05745-7

### 共著
- ビジネスエリートは、なぜ落語を聴くのか?（2015年、日本能率協会マネジメントセンター）※横山信治（元・笑福亭手遊）との共著